# 范回春
范回春（1878年—1972年8月29日），名锦春，字回春，以字行，清末民初上海灘横跨诸经营领域的工商巨子、慈善家。有“象牙大王”、“钻石大王”之称，在娱乐业也颇有建树。晚年移居香港，逝世于香港。

## 生平
于清光绪四年（西历1878年）生于上海，又一说清光绪五年（1879年）生。籍貫浙江鄞县，远祖明朝兵部右侍郎范钦。祖父范子凤，在清嘉道年间居于浙江镇海县白沙镇。当时太平军攻入浙东，父范润泉泛舟北上迁居上海县城，范家于是在上海定居。
早年（当时是清朝末年）在上海县城新北门大街同茂昌象牙店作学徒。后在上海城隍庙豫园桂花厅创办大成象牙店，专营象牙制品，成为沪上首屈一指。辛亥革命后上海县城改造，上海城隍庙改变面貌，将象牙经营转付其弟。创办上海劝业场，办动物园、杂技团，涉足娱乐观光业。1918年创办“小世界”游乐场，成为上海著名游乐场。不久又涉足百货业，在上海法租界吉祥街（今上海江西南路）开商行，经营南北货进出口贸易。又创办胜洋影片公司、三星银公司等电影企业。也涉足上海新兴地产业，广建别墅又作酒店，先在上海法租界圣母院路（今为上海瑞金一路）建洋房、花园。又在上海虹桥西路之法磊斯路（今为上海伊犁路）建“虹桥别墅”，先改作“梵皇宫旅社”，后改作“千世界”游乐园。再建“范家花园”。又创办嘉定银行，任总经理。
1924年1月，曾任上海知事，因军阀混战政局不稳而辞职。1945年迁居台湾。1949年迁居香港。1972年在香港逝世，享寿九十五岁。

## 体育运动
曾在上海创办亚洲最大的“远东公共运动场”。范集资百万余，购地上海引翔乡八百五十六亩，创办华人独资的“远东公共运动场”，1926年1月31日正式落成营业，是中国历史上首次。范又在运动场上赛马，老上海俗称“跑马场”，每周赛马一次，每年5月和11月进行“大香槟赛马”，也是中国历史上首个现代年度赛马的赛事，类似于英国的皇家赛马。

## 慈善
面对中国饥荒，范发起“义济善会”，在灾区派发粮食救济灾民。又在上海南北两市邀请周信芳等名伶义演募捐，称“义务剧”。又捐巨资建上海时疫医院。捐助慈善机构普善山庄、同仁辅元堂等。在震旦大学等高等学府设立“范氏奖学金”资助贫困生。1912年，参与创办志明小学，在当时上海肇嘉路登云桥附近，供贫寒子弟上学，任校董。

## 家庭
- 妻：唐韫如，实业家唐晋斋之女。
- 子：范季融，美国物理学家，香港中文大學工程學院前院长，美国最大的青铜器收藏家，将收藏捐赠中国多家博物馆[9]。
- 联姻家族：与香港银行家胡惠春（J. M. Hu）家族联姻，胡惠春是金融巨擘胡笔江之子。

## 相关著作
- 今存《鎮海范回春先生家傳》[5]

## 延伸阅读
[在维基数据编辑]
 《海上名人傳·范回春》，出自《海上名人傳》